# Platysaurus intermedius
Platysaurus intermedius (звичайна пласка ящірка) — вид ящірок родини поясохвостів (Cordylidae). Мешкає в Південній Африці.

## Підвиди
Виділяють дев'ять підвидів:
- Platysaurus intermedius intermedius Matschie, 1891 — північний захід ПАР (околиці Полокване в Лімпопо);
- Platysaurus intermedius inopinus Jacobsen, 1994 — підніжжя гір Блуберг[en] в ПАР;
- Platysaurus intermedius natalensis Fitzsimons, 1948 — провінція Квазулу-Наталь в ПАР, Есватіні;
- Platysaurus intermedius nigrescens Broadley, 1981 — пагорби Шошонг на північному сході Ботсвани;
- Platysaurus intermedius nyasae Loveridge, 1953 — Малаві, центральний Мозамбік;
- Platysaurus intermedius parvus Broadley, 1976 — гори Блуберг в ПАР;
- Platysaurus intermedius rhodesianus Fitzsimons, 1941 — Зімбабве, схід Ботсвани, Лімпопо;
- Platysaurus intermedius subniger Broadley, 1962 — Зімбабве;
- Platysaurus intermedius wilhelmi Hewitt, 1909 — провінція Мпумаланга в ПАР.

## Поширення і екологія
Звичайні пласкі ящірки мешкають в Зімбабве, на півдні Малаві, на заході Мозамбіку, на сході Ботсвани, в Есватіні та на північному сході Південно-Африканської Республіки. Вони живуть в тріщинах серед гранітних, пісковикових і кварицтних скель в горах, оточених саванами.